# Lorenzo G. Vidino
Lorenzo G. Vidino, född i Milano, är en italiensk expert inom underrättelse- och säkerhetsfrågor. I sin forskning har han specialiserat sig på islamism och politiskt våld i Europa och Nordamerika. Han har avlagt PhD vid Tufts University och är anställd vid George Washington University. 
I boken The New Muslim Brotherhood in the West från 2010 konstaterar Vidino att det islamistiska Muslimska brödraskapet, som av flera stater har terroriststämplats, är aktivt i Europa och har tydliga kopplingar till Sverige.